# Nouilles Changwang
 (mars 2025).
Les nouilles Changwang (chinois : 肠旺面 ; pinyin : Cháng wàng miàn) correspondent à une préparation culinaire qui tirerait ses origines de la ville de Guiyang, dans la province du Guizhou, en Chine. Cette soupe de nouilles se distingue traditionnellement par l'ajout d'intestins et de sang de porc, ce dernier étant appelé « wang » par les habitants, d'où le nom du plat,.

## Histoire
Ses origines remonteraient à la période Tongzhi de la dynastie Qing, dans le district de Yunyan. Plus tard, durant la période de la République de Chine, un habitant de Guiyang nommé Su Desheng aurait perfectionné la recette, contribuant à sa popularité et à son raffinement,.